# 海商法
海商法是调整海上运送关系和船舶关系的法律，屬於商事法，在採「民商合一」立法例的國家（例如中華民國）則屬民事特别法。其規範的對象為海商，顧名思義為相对于「陆商」而言的海上商业交易行为。形式意義的海商法僅指名為「海商法」之法律，實質意義的海商法則包含了所有规范海上贸易关系和海商船舶的法律（例如船舶法）、習慣法（商業習慣）、判例及法律解釋等，均属于特别私法。由於涉及國際貿易，海商法具有很强的国际性。各国海商法的制定多大量地参照了相关的国际条约和国际惯例，例如海牙規則、海牙威士比規則及漢堡規則等。
中華民國法律《海商法》係於1929年制定公布，1931年正式施行。多次修訂至今，現行版本為2009年7月8日所修正。全文分為八章共153條，就船舶、運送契約（包含船舶拖帶）、船舶碰撞、海難救助、共同海損及海上保險分別規定。
中華人民共和國法律《中華人民共和國海商法》是在1992年11月7日的第七屆全國人民代表大會常务委员会第二十八次会议审议通过，1993年7月1日施行。它规定了船舶、船员、海上货物运输合同、海上旅客运输合同、船舶租用合同、海上拖航合同、船舶碰撞、海难救助、共同海损、海事赔偿责任限制、海上保险合同、时效以及涉外关系的法律适用等海商法律制度。